# Peppange
Peppange (luxembourgeois: Peppeng, allemand: Peppingen) est une section de la commune luxembourgeoise de Roeser située dans le canton d'Esch-sur-Alzette.